# Araber Weltweit
Araber Weltweit (Untertitel: Araber Journal) war eine deutsche, zweimonatlich erscheinende Special-Interest-Zeitschrift mit dem Arabischen Pferd als Schwerpunkt, die im Paul Parey Zeitschriftenverlag in Singhofen/Taunus herausgegeben wird. Chefredakteurin war ab 2010 Susanne Hennig.
Die Zeitschrift erschien von August 2004 und wurde mit der Ausgabe 04/2011 Juli/August eingestellt. Sie war ein Bekanntmachungsorgan des Verband der Züchter und Freunde des Arabischen Pferdes. Die Druckauflage lag bei 19.000 Exemplaren.
Araber Weltweit lieferte Beiträge in den Rubriken Sport, Zucht, Schau, Gesundheit, Ausbildung und Haltung des Arabischen Pferdes.